# Hågelby gård
Hågelby gård ist ein Herrenhaus in Tumba, Botkyrka in Stockholms län, Schweden.
Das Haus im neuklassizistischen Stil wurde in den Jahren von 1911 bis 1922 von Lars Magnus Ericsson, dem Gründer von Telefon AB L.M. Ericsson, erbaut. Lars Magnus Ericsson starb 1926 und wurde in Hågelby gård begraben. 1964 verkaufte Ericssons Tochter Anna Giertz den Besitz an die Gemeinde Botkyrka.